# Wakatobi (regentschap)
Wakatobi is een regentschap in Zuidoost-Sulawesi (Provinsi Sulawesi Tenggara) van Indonesië. De naam Wakatobi is samengesteld uit de eerste twee letters van de vier districten (eilanden): Wangiwangi, Kaledupa, Tomia en Binongko. De hoofdstad ligt op het grootste eiland Wangiwangi. Het regentschap is in 2003 ingesteld en was daarvoor bekend als de Tukangbasi-eilanden. Tukangbasi is Indonesisch voor smid, het waren dus de smidseilanden. Het landoppervlak van het gebied is 823 km² en in 2011 woonden er 94.846 mensen.
Wakatobi is ook de naam van een nationaal park dat in 1996 is ingesteld: Nationaal park Wakatobi. Dit park bestaat uit zee en land en heeft een oppervlakte van 13.900 km² en is bedoeld voor het behoud van de biodiversiteit van het onderwatermilieu waaronder de koraalriffen. 